# Comostola dispansa
Comostola dispansa là một loài bướm đêm trong họ Geometridae.